# 43e Grammy Awards
De 43e uitreiking van de jaarlijkse Grammy Awards vond plaats op 21 februari 2001 in het Staples Center in Los Angeles. De uitreiking werd gepresenteerd door Jon Stewart en uitgezonden door CBS. 
Het was een avond van verrassingen, contreverse en opvallende optredens. Madonna opende de avond met een gewaagde uitvoering van Music met haar en een auto in de hoofdrol, wat presentator Jon Stewart verleidde om te zeggen dat Madonna "zich waarschijnlijk scheel betaalt aan verzekeringspremie voor die wagen".
Een ander optreden was van tevoren al omstreden: het duet tussen Eminem en Elton John. De rapper was door critici beschuldigd van homo-onvriendelijke teksten, waardoor er zelfs oproepen waren gekomen om zijn muziek te boycotten tijdens de Grammy-uitreiking. Een optreden met Elton (openlijk homo) deed dus de nodige wenkbrauwen fronsen. Hun uitvoering van Stan werd desondanks - of dankzij - dat een van de hoogtepunten van de avond.
Ook de toekenning van de meest prestigieuze Grammy, Album of the Year, was niet onbesproken. Het album Two Against Nature van Steely Dan kreeg verrassend deze prijs, terwijl zes eerdere nominaties (voor onder meer Rikki Don't Lose That Number en het album Aja) tussen 1974 en 1981 nooit waren verzilverd. Met Two Against Nature werden in één keer drie prijzen in de wacht gesleept (plus een prijs in de technische categorieën voor de geluidstechnici). Omdat het album niet heel goed had verkocht, was dit voor veel mensen een verrassing. Ook het feit dat er albums waren genomineerd die veel meer publiciteit en verkoopcijfers hadden gegenereerd (zoals Eminem's The Marshal Mathers LP en Radiohead's Kid A) leidde tot de nodige kritiek, alsof de Grammy-jury's de voorkeur zouden geven aan oudere, gevestigde namen in plaats van nieuw talent.
Ook andere prominente categorieën als Record of the Year en Song of the Year gingen naar een gevestigde naam: U2. De single Beautiful Day won beide categorieën, plus die voor beste rock-uitvoering. Rapper/producer Dr. Dre, Eminem en countryzangeres Faith Hill wonnen eveneens drie Grammy's.

## Winnaars

### Algemeen
- Album of the Year
  - "Two Against Nature" - Steely Dan
  - Walter Becker & Donald Fagen (producers); Dave Russell, Elliot Scheiner, Phil Burnett & Roger Nichols (technici/mixers)
- Record of the Year
  - "Beautiful Day" - U2
- Song of the Year
  - U2 (componisten) voor Beautiful Day, uitvoerenden: U2
- Best New Artist
  - Shelby Lynne

### Pop
- Best Pop Vocal Performance (zangeres)
  - "I Try" - Macy Gray
- Best Pop Vocal Performance (zanger)
  - "She Walks This Earth" - Sting
- Best Pop Vocal Performance (duo/groep)
  - "Cousin Dupree" - Steely Dan
- Best Pop Collaboration with Vocals (Beste eenmalige samenwerking)
  - "Is You Is, or Is You Ain't (My Baby)" - B.B. King & Dr. John
- Best Pop Instrumental Performance
  - "Caravan" - Brian Setzer Orchestra
- Best Dance Recording
  - "Who Let The Dogs Out" - Baha Men
- Best Pop Vocal Album
  - "Two Against Nature" - Steely Dan
- Best Pop Instrumental Album
  - "Symphony No. 1" - Joe Jackson

### Country
- Best Country Vocal Performance (zangeres)
  - "Breathe" - Faith Hill
- Best Country Vocal Performance (zanger)
  - "Solitary Man" - Johnny Cash
- Best Country Vocal Performance (duo/groep)
  - "Cherokee Maiden" - Asleep at the Wheel
- Best Country Collaboration with Vocals (Beste eenmalige samenwerking)
  - "Let's Make Love" - Faith Hill & Tim McGraw
- Best Country Instrumental Performance
  - "Leaving Cottondale" - Alison Brown & Béla Fleck
- Best Country Song
  - Mark D. Sanders & Tia Sillers (componisten) voor I Hope You Dance, uitvoerende: Lee Ann Womack
- Best Country Album
  - "Breathe" - Faith Hill
- Best Bluegrass Album
  - "The Grass is Blue" - Dolly Parton

### R&B
- Best R&B Vocal Performance (zangeres)
  - "He Wasn't Man Enough" - Toni Braxton
- Best R&B Vocal Performance (zanger)
  - "Untitled (How Does It Feel)" - D'Angelo
- Best R&B Vocal Performance (duo/groep)
  - "Say My Name" - Destiny's Child
- Best Traditional R&B Album
  - "Eer-Resistable" - The Temptations
- Best R&B Song
  - La Shawn Daniels, Fred Jerkins III, Rodney Jerkins, Beyoncé Knowles, LeToya Luckett, LaTavia Roberson & Kelly Rowland voor Say My Name, uitvoerenden: Destiny's Child
- Best R&B Album
  - "Voodoo" - D'Angelo

### Rap
- Best Rap Performance (solist)
  - "The Real Slim Shady" - Eminem
- Best Rap Performance (duo/groep)
  - "Forgot About Dre" - Dr Dre featuring Eminem
- Best Rap Album
  - "The Marshall Mathers LP" - Eminem

### Rock
- Best Rock Vocal Performance (zangeres)
  - "There Goes the Neighborhood" - Sheryl Crow
- Best Rock Vocal Performance (zanger)
  - "Again" - Lenny Kravitz
- Best Rock Vocal Performance (duo/groep)
  - "Beautiful Day" - U2
- Best Hard Rock Performance
  - "Guerrilla Radio" - Rage Against the Machine
- Best Metal Performance
  - "Elite" - Deftones
- Best Rock Instrumental Performance
  - "The Call of Ktulu" - Metallica & Michael Kamen
- Best Rock Song
  - Scott Stapp & Mark Tremonti (componisten) voor With Arms Wide Open, uitvoerenden: Creed

### Traditional Pop
- Best Traditional Pop Album
  - "Both Sides Now" - Joni Mitchell

### Alternative
- Best Alternative Music Album
  - "Kid A" - Radiohead

### Blues
- Best Traditional Blues Album
  - "Riding With the King" - Eric Clapton & B.B. King
- Best Contemporary Blues Album
  - "Shoutin' in Key" - Taj Mahal & the Phantom Blues Band

### Folk
- Best Traditional Folk Album
  - "Public Domain - Songs From the Wild Land" - Dave Alvin
- Best Contemporary Folk Album
  - "Red Dirt Girl" - Emmylou Harris
- Best Native American Music Album (Muziek van inheemse Amerikaanse indianen)
  - "Gathering of Nations Pow Wow" - Tom Bee & Tom Spotted Eagle (producers), uitvoerenden: diverse artiesten

### Polka
- Best Polka Album
  - "Touched By a Polka" - Jimmy Sturr

### Latin
- Best Latin Pop Album
  - "MTV Unplugged" - Shakira
- Best Traditional Tropical Latin Album
  - "Alma Caribeña" - Gloria Estefan
- Best Mexican/Mexican-American Album
  - Por Una Mujer Bonita" - Pepe Aguilar
- Best Latin Rock/Alternative Album
  - "Uno" - La Ley
- Best Tejano Album
  - "¿Qué Es Música Tejana?" - The Legends
- Best Salsa Album
  - "Masterpiece/Obra Maestra" - Tito Puente & Eddie Palmieri
- Best Merengue Album
  - "Olga Viva, Viva Olga" - Olga Tañón

### Reggae
- Best Reggae Album
  - "Art and Life" - Beenie Man

### Gospel
- Best Pop/Contemporary Gospel Album
  - "If I Left the Zoo" - Jars of Clay
- Best Rock Gospel Album
  - "Double Take" - Petra
- Best Traditional Soul Gospel Album
  - "You Can Make It" - Shirley Caesar
- Best Contemporary Gospel Album
  - "Thankful" - Mary Mary
- Best Southern, Country or Bluegrass Gospel Album
  - "Soldier of the Cross" - Ricky Skaggs & Kentucky Thunder
- Best Gospel Choir or Chorus Album
  - "Live - God is Working" - The Brooklyn Tabernacle Choir

### Jazz
- Best Jazz Instrumental Solo
  - "(Go) Get It" - Pat Metheny
- Best Jazz Instrumental Album
  - "Contemporary Jazz" - Branford Marsalis Quartet
- Best Large Jazz Ensemble Album
  - "52nd Street Themes" - Joe Lovano
- Best Jazz Vocal Album
  - "In the Moment - Live in Concert" - Dianne Reeves
- Best Contemporary Jazz Album
  - "Outbound" - Béla Fleck & The Flecktones
- Best Latin Jazz Album
  - "Live at the Village Vanguard" - Chucho Valdés

### New Age
- Best New Age Album
  - "Thinking of You" - Kitaro

### Wereldmuziek
- Best World Music Album
  - "João Voz E Violão" - João Gilberto

### Klassieke muziek
Vetgedrukte namen ontvingen een Grammy. Overige uitvoerenden, zoals orkesten, solisten e.d., die niet in aanmerking kwamen voor een Grammy, staan in kleine letters vermeld.
- Best Orchestral Performance
  - "Mahler: Symphony No. 10" - Simon Rattle (dirigent)
  - Berliner Philharmoniker, orkest
- Best Classical Vocal Performance
  - "The Vivaldi Album (Dell'aura al sussurrar; Alma oppressa, Etc.)" - Cecilia Bartoli (solist)
  - Il Giardino Armonico, ensemble
- Best Opera Recording
  - "Busoni: Doktor Faust" - Dietrich Fischer-Dieskau, Dietrich Henschel, Eva Jenis, Kim Begley, Markus Hollop & Torsten Kerl (solisten); Kent Nagano (dirigent); Martin Sauer (producer); Jean Chatauret (technicus)
  - l'Orchestre de l'Opéra nationale de Lyon, orkest
- Best Choral Performance
  - "Penderecki: Credo" - Helmuth Rilling (dirigent); Don Harder (technicus); Karen Wilson (producer)
  - The Oregon Bach Festival Orchestra & Chorus, koor & orkest
- Best Instrumental Soloist Performance (with Orchestra)
  - "Maw: Violin Concerto" - Joshua Bell (solist); Roger Norrington (dirigent); Charles Harbutt (technicus); Grace Row (producer)
  - London Philharmonic, orkest
- Best Instrumental Solist Performance (without Orchestra)
  - "Dreams of a World" - Sharon Isbin (solist); Jens Schünemann (technicus); Tobias Lehmann (producer)
- Best Small Ensemble Performance
  - "Shadow Dances" - Orpheus Chamber Orchestra
- Best Chamber Music Performance
  - "Shostakovich: The String Quartets" - Emerson String Quartet (uitvoerenden); Max Wilcox & Da-Hong Seetoo (producers/technici)
- Best Classical Contemporary Composition
  - George Crumb & Thomas Conlin voor Star-Child
- Best Classical Album
  - "Shostakovich: The String Quartets" - Emerson String Quartet
- Best Classical Crossover Album
  - "Appalachian Journey" - Yo Yo Ma, Edgar Meyer & Mark O'Connor

### Composing & Arranging (Compositie & Arrangementen)
- Best Instrumental Composition
  - John Williams voor Theme From Angela's Ashes
- Best Instrumental Arrangement
  - Chick Corea (arrangeur) voor Spain for Sextet & Orchestra
- Best Instrumental Arrangement Accompanying Vocalist(s) (Beste arrangement met zang)
  - Vince Mendoza (arrangeur voor Both Sides Now, uitvoerende: Joni Mitchell

### Kinderrepertoire
- Best Musical Album for Children
  - "Woody's Roundup: A Rootin' Tootin' Collection of Woody's Favorite Songs" - The Riders in the Sky
- Best Spoken Word Album for Children
  - "Harry Potter and the Goblet of Fire" - Jim Dale

### Musical
- Best Musical Show Album
  - "Elton John's and Tim Rice's Aïda" - Elton John & Tim Rice (componisten); Guy Babylon, Paul Bogaev & Chris Montan (producers); Frank Filipetti (Producer/technicus/mixer)

### Hoezen
- Best Recording Package
  - Kevin Reagan (ontwerper) voor Music, uitvoerende: Madonna
- Best Boxed Recording Package
  - Arnold Levine & Frank Harkins (ontwerpers) voor Miles Davis & John Coltrane: The Complete Columbia Recordings 1955-1961, uitvoerenden: Miles Davis & John Coltrane
- Best Album Notes
  - Bob Blumenthal (schrijver) voor Miles Davis & John Coltrane: The Complete Columbia Recordings 1955-1961, uitvoerenden: Miles Davis & John Coltrane

### Production & Engineering (productie & techniek)
- Best Engineered Album, Non-Classical (Beste techniek op niet-klassiek album)
  - Dave Russell, Elliot Scheiner, Phil Burnett & Roger Nichols (technici) voor Two Against Nature, uitvoerenden: Steely Dan
- Beste Engineered Album, Classical (Beste techniek op klassiek album)
  - John M. Eargle (techniek) voor Dvorák: Requiem, Op. 89; Symphony No. 9, Op. 95 "From the New World", uitvoerenden: New Jersey Symphony Orchestra o.l.v. Zdenek Mácal
- Producer of the Year, Non-Classical
  - Dr Dre
- Producer of the Year, Classical
  - Steven Epstein
- Remixer of the Year, Non-Classical
  - Hex Hector

### Gesproken Woord
- Best Spoken Word Album
  - "The Measure of a Man" - Sidney Poitier
- Best Spoken Comedy Album
  - "Braindroppings" - George Carlin

### Historisch
- Best Historical Album
  - Steve Berkowitz & Phil Schaap (producers); Michael Brooks, Seth Foster, Andreas Meyer, Woody Pornpitaksuk, Ken Robertson, Tom Ruff & Mark Wilder (technici) voor Louis Armstrong: The Complete Hot Five and Hot Seven Recordings, uitvoerende: Louis Armstrong

### Soundtrack
- Best Song Written for a Motion Picture, Television or Other Visual Media
  - Randy Newman (componist) voor When She Loved Me (Toy Story 2), uitvoerende: Sarah McLachlan
- Best Score Soundtrack Album for a Motion Picture, Television or Other Visual Media
  - "American Beauty" - Thomas Newman
- Best Compilation Soundtrack Album for a Motion Picture, Television or Other Visual Media
  - "Almost Famous" - Cameron Crowe & Danny Bramson (producers)

### Video
- Best Long Form Music Video
  - "Gimme Some Truth - The Making Of John Lennon's Imagine Album" - Andrew Solt (regisseur & producer); Greg Vines, Leslie Tong & Yoko Ono (video producers)
- Best Short Form Music Video
  - "Learn to Fly" - Foo Fighters (artiesten); Jesse Peretz (videoregisseur); Tina Nakane (videoproducer)